# Ходора
Ходора (рум. Hodora) — село у повіті Ясси в Румунії. Входить до складу комуни Котнарі.
Село розташоване на відстані 330 км на північ від Бухареста, 47 км на північний захід від Ясс.

## Населення
За даними перепису населення 2002 року у селі проживали 1572 особи, усі — румуни. Усі жителі села рідною мовою назвали румунську.